# Maria Pacôme
Maria Pacôme (18 de julho de 1923 – 1 de dezembro de 2018) foi uma atriz e dramaturga francesa.

## Infância e educação
Nascida em 18 de julho de 1923 em Paris, Maria Pacôme era filha de Maurice Pacôme e Germaine Hivonait. Seu pai foi deportado para o campo de concentração de Buchenwald e seu irmão foi baleado por ser comunista. Quando seu pai voltou, Pacôme muitas vezes se viu defendendo sua mãe contra a violência de seu pai.
Maria iniciou sua educação superior em Le Cours Simon em 1941, quando tinha 18 anos. Ela foi colega de classe de Michèle Morgan, Danièle Delorme e seu futuro esposo, Maurice Ronet. Pacôme casou-se com Ronet em 1950. Ela deixaria de lado sua carreira até o divórcio em 1956.

## Carreira

### Teatro
Ela começou sua carreira de atriz no palco em 1956 com La Reine et les Insurgés, escrito por Ugo Betti e dirigido por Michel Vitold. Em 1958, ela atuou no Oscar, escrito por Claude Magnier [fr]. Ela atuou ao lado de Pierre Mondy e Jean-Paul Belmondo na peça.

### Autora e dramaturga
Pacôme escreveu sete peças: Apprends-moi Céline, Le Jardin d'Éponine, On m'appelle Émilie, Les Seins de Lola, Et moi et moi, Les Désarrois de Gilda Rumeur e L'Éloge de ma paresse.

### Televisão
Em 2011, foi dubladora da personagem "Granny" do filme Titeuf.

### Morte
Maria Pacôme morreu em 1 de dezembro de 2018 em Ballainvilliers, França, após um tumor perto da amígdala.
Seu enterro no cemitério Père Lachaise, em 10 de dezembro de 2018, contou com a presença de celebridades como Daniel Auteuil e Bernard Le Coq.

## Filmografia
| Ano  | Título                                       | Papel                      | Notas                  |
| ---- | -------------------------------------------- | -------------------------- | ---------------------- |
| 1959 | Voulez-vous danser avec moi?                 | Margarida                  |                        |
| 1960 | The Love Game                                | Une cliente                |                        |
| 1961 | Le Tracassin                                 | Madame Gonzalès            |                        |
| 1962 | Un clair de lune à Maubeuge                  | La Journaliste             |                        |
| 1964 | Constance aux enfers                         | Marie-Cécile               |                        |
| 1964 | Rien ne va plus                              | La comtesse                |                        |
| 1964 | Une souris chez les hommes                   | Tante Emma                 |                        |
| 1964 | Que personne ne sorte                        | Pauline - la cuisineinière |                        |
| 1964 | The Troops of St. Tropez                     | Sra. Lareine Leroy         |                        |
| 1964 | The Gorillas                                 | Josépha Dépelouze          |                        |
| 1965 | Up to His Ears                               | Suzy Ponchabert            |                        |
| 1966 | Les combinards                               | Lucienne                   |                        |
| 1966 | Tender Scoundrel                             | Germaine                   |                        |
| 1968 | A Strange Kind of Colonel                    | Aurélia                    |                        |
| 1969 | La maison de campagne                        | Véronique                  |                        |
| 1970 | Distraído                                    | Glycia Malaquet            |                        |
| 1974 | Bons baisers... à lundi                      | Myrette                    |                        |
| 1975 | Pas de problems!                             | Madame Michalon            |                        |
| 1976 | La situação est grave... mais pas désespérée | Visconde Sophie de Valrude |                        |
| 1976 | Silence... on tourne                         | La mère d'Elisabeth        |                        |
| 1977 | Le dernier Baiser                            | L'inconnue                 |                        |
| 1980 | Les sous-doués                               | Lucie Jumaucourt           |                        |
| 1992 | La Crise                                     | Sra. Barelle               |                        |
| 1996 | Le bel été 1914                              | Maria                      |                        |
| 1997 | Une femme très très très amoureuse           | Emma                       |                        |
| 2003 | Esprit de Mauvais                            | Belle-maman                |                        |
| 2011 | Titeuf                                       | Mémé                       | Voz                    |
| 2012 | Arrête de pleurer Pénélope                   | Lise                       | (papel final no filme) |